# Friedrich Hammacher
Friedrich Adolf Hammacher, né le 1er mai 1824 à Essen et mort le 11 décembre 1904 à Charlottenburg près de Berlin, est un avocat industriel allemand, chef d'entreprise et membre du Reichstag.

## Biographie

### Études
Le fils d'un fabricant de vinaigre fréquente le lycée royal de Burgplatz à Essen (de). Après avoir obtenu son diplôme d'études secondaires en 1841, il étudie le droit à l'Université rhénane Frédéric-Guillaume de Bonn. En 1842, il fut nommé dans le Corps Guestphalia Bonn. En tant qu'inactif, il a déménagé à l'Université Frédéric-Guillaume de Berlin. Il a effectué son service préparatoire (de) au tribunal régional supérieur de Münster. En avril 1856, il obtint son doctorat de l'Université Eberhard-Charles de Tübingen.
Il a déjà eu des contacts avec les milieux socialistes durant ses études. À partir de 1848, il était membre du Parti démocrate d'Essen. Après la dissolution de l'Assemblée nationale prussienne, il s'engagea activement dans la lutte contre le gouvernement. En tant que l'un des dirigeants, il fut détenu entre novembre 1848 et avril 1849 et fut suspendu de ses fonctions. Bien qu'il ait été acquitté de toutes les accusations, il a été démis de ses fonctions de la fonction publique en 1850 par mesure disciplinaire. Comme il s'est également vu refuser l'admission au barreau, il a travaillé comme consultant et expert dans un cabinet d'avocats à Mülheim an der Ruhr. À partir de 1853, il fut conseiller municipal de la ville de Mülheim an der Ruhr. Après avoir déménagé à Essen en 1856, il y devient conseiller municipal. Le 9 juin 1859, il fut nommé échevin non rémunéré sous le maire Ernst Heinrich Lindemann (de) pour six ans. Il a été réélu après la fin de son premier mandat, mais a été confirmé dans ces fonctions par le gouvernement prussien.

### Développement politique
Depuis sa fondation le 27 décembre 1858 jusqu'au 21 février 1890, il fut président de l'association des intérêts miniers du district minier supérieur de Dortmund (de), dont il joua un rôle clé dans la fondation à Essen.
Sein Lebensweg vom jungen Revolutionär 1848, in dem er u. a. mit dem sozialistisch gesinnten Ehepaar Fritz Anneke und Mathilde Franziska Anneke befreundet war, zum staatstragenden Wirtschaftsführer und Unternehmer des Kaiserreiches ab 1871 ist typisch für die Entwicklung des liberalen deutschen Bürgertums in der zweiten Hälfte des 19. Jahrhunderts. Er ließ seinen Töchtern guten Unterricht zukommen und gewann dafür Helene Lange.

### Parlement
Pour la circonscription de Halle a/S. Il fut membre du Reichstag d'Allemagne du Nord de 1869 à 1871. Il a représenté la même circonscription depuis les élections du Reichstag de 1871 jusqu'aux élections du Reichstag de 1874. Des élections au Reichstag de 1877 à 1879, il représenta la circonscription de Lauenburg/Elbe dans la province du Schleswig-Holstein au Reichstag (Empire allemand). Pendant cinq mandats électoraux (1881-1898), il siégea au Reichstag pour la 6e circonscription du district de Düsseldorf (Duisbourg, Mülheim).

### Chambre des représentants prussienne
Pendant 36 ans, de 1863 à 1898, il siège à la Chambre des représentants prussienne. Initialement membre du Parti du progrès allemand, il démissionne de la faction du Parti du progrès le 21 août 1867. Il fut l'un des fondateurs du Parti national libéral.

### Politique coloniale
Hammacher était également impliqué dans la politique entourant les colonies allemandes. En 1882, il participa à la fondation de l'Association coloniale allemande. Il en fut le premier président à partir de 1886. À partir du 1er janvier 1888, il fut vice-président de la Société coloniale allemande nouvellement fondée. En 1885, il fonda également la société coloniale allemande du Sud-Ouest africain (de), un consortium qui, le 3 avril 1885, reprit le Lüderitzland (de) acquis auprès d'Adolf Lüderitz ainsi que ses obligations et droits, y compris surtout les droits miniers. Hammacher est devenu le premier vice-président de cette organisation et a ensuite participé à la fondation de la Société de Nouvelle-Guinée.

### Assurance
En 1890, Hammacher fut l'un des fondateurs d'Allianz Insurance, dans laquelle il prit une participation plus petite aux côtés des fondateurs du cercle Munich Re ainsi que de Heinrich Lueg (de) et Wilhelm Oechelhäuser en tant que personnalité influente de la politique et de l'industrie. Il a ensuite été nommé au conseil de surveillance de Munich Re.

## Activités en tant que propriétaire de mine
Hammacher possédait de nombreuses actions (Kuxe) dans des mines en Allemagne et à l'étranger. Il fut cofondateur des premières mines de charbon profondes de la Ruhr, dont la mine Pluton-Thies, fondée le 10 juillet 1856 (directeurs : Heinrich Thies (Essen), Friedrich Hammacher (Essen), Julius Scheidt (Kettwig), Gustav Runde (Braunschweig), adjoint . : Heinrich Kirchweger (Hanovre), Wilhelm Schieß (Magdebourg)). En 1956, il fut cofondateur de la société minière et fonderie Arenberg à Essen. À Magdebourg, il fut cofondateur de la « Magdeburger Bergwerks-AG », au capital social de 500 000 Reichstalers. Le premier conseil d'administration de l'AG, qui exploitait la mine « Königsgrube » près de Röhlinghausen, comprenait Hermann Alexander Zuckschwerdt et Christian Friedrich Budenberg de Magdebourg, Friedrich Grillo, Friedrich Scherenberg et Friedrich Hammacher d'Essen. On les appelait en plaisantant les « Trois Frédéric ».
Pour renforcer l'industrie charbonnière dans la région de la Ruhr, Hammacher préconisait également la construction d'un canal Emscher (aujourd'hui canal Rhin-Herne ). En mars 1857, Hammacher fut cofondateur du comité d'Essen chargé de construire ce canal. Il préconisait la construction d'une route du nord via Münster. Après l'échec des propositions correspondantes, d'abord à la Chambre des représentants prussienne (1882), puis à la Chambre des représentants prussienne (1883), la loi prévoyant la construction du canal Dortmund-Ems dans le cadre d'une voie navigable allant du Rhin à l'Elbe en passant par la Weser a été adoptée le 10 juin 1886. Hammacher a également soutenu la construction du canal du Reichstag et a participé activement à la préparation du plan et du projet de loi.
C'est également grâce aux connaissances et aux contacts de Hammacher que la mine d'argent-plomb-zinc de Biberwier Silberleithe /Tyrol, dont il était copropriétaire, connut ses derniers jours de gloire de 1880 à 1921. Là, le tunnel Friedrich Hammacher et la maison de montagne de l'ancien téléphérique matériel (Maison Friedrich Hammacher) portent son nom.
Lors de la grève des mineurs de 1889 (de), il négocia avec les dirigeants de la grève. Il a mené ces négociations en tant que président de l' association des intérêts miniers du district minier supérieur de Dortmund et, après de longues consultations avec les représentants des mineurs, est parvenu à un compromis, qui a été consigné dans le soi-disant protocole de Berlin et devait être discuté par les entrepreneurs et les mineurs. Bien que les délégués des mineurs réunis à Bochum aient approuvé le compromis, ce n'est qu'après l'intervention de l'empereur Guillaume II, le 18 mai 1889, que les propriétaires de la mine ont accepté une version plus faible du compromis négocié par Hammacher.

## Famille
Dans les années 1890, la famille vivait au 115 de la Kurfürstenstrasse à Berlin. Friedrich Hammacher est décédé en 1904 à l'âge de 80 ans. ans à Charlottenburg près de Berlin. Il a été enterré au cimetière des Douze Apôtres à Schöneberg, près de Berlin. La tombe n'a pas été conservée.
Son fils Karl von Hammacher devient chef de la police d'Aix-la-Chapelle.

## Polices (sélection)
- La procédure de procédure civile prussienne et la réforme de la procédure civile de Nassau avec une attention particulière au projet de Flach d'ordonnance de procédure civile pour le duché de Nassau . W. Friedrich, Wiesbaden 1849. Collections numérisées de la Bibliothèque d'État de Berlin
- La loi minière du 24 juin 1865 conférence . GD Baedeker, Essen 1865.
- Rapport de la septième commission du Reichstag allemand concernant le projet de loi sur les brevets : En plus de l'élaboration du projet de loi sur les brevets conformément aux décisions de la commission . rapporteur député Dr. Hammacher. Berlin 1877. Google

## Honneurs
- Citoyens d'honneur des villes suivantes :
  - Mülheim (1888)
  - Duisbourg (1888)
  - Nourriture (1888)
  - Ville de la Ruhr (1888)
  - Meiderich (1898)
- 1890 Membre honoraire de l'association minière d'Essen
- Noms des rues :
  - Hammacherstrasse à Essen
  - Rue Dr. Hammacher à Duisburg-Ruhrort

- Franz von Lenbach a dépeint Hammacher comme un chef d'entreprise.
- Membre honoraire du Corps Guestphalia Bonn (1894) [17]

## Adhésions
- Loge maçonnique d'Essen Alfred zur Linde, où il a proposé la création d'une fondation caritative pour les plus nécessiteux de l'école de formation avancée
- Société des hors-la-loi à Berlin (1902-1904)

## Voir également
- Liste des membres du premier Reichstag régulier de la Confédération de l'Allemagne du Nord (WK Merseburg 4)
- Liste des membres du Reichstag de l'Empire allemand (1ère législature) (WK Merseburg 4)
- Liste des membres du Reichstag de l'Empire allemand (3e législature) (WK Schleswig-Holstein 10)
- Liste des membres du Reichstag de l'Empire allemand (4e législature) (WK Schleswig-Holstein 10)
- Liste des membres du Reichstag de l'Empire allemand (5e législature) (WK Düsseldorf 6)
- Liste des membres du Reichstag de l'Empire allemand (6e législature) (WK Düsseldorf 6)
- Liste des membres du Reichstag de l'Empire allemand (7e législature) (WK Düsseldorf 6)
- Liste des membres du Reichstag de l'Empire allemand (8e législature) (WK Düsseldorf 6)
- Liste des membres du Reichstag de l'Empire allemand (9e législature) (WK Düsseldorf 6)

## Littérature
- Jeune libéral berlinois F Hammacher Festschrift, éd. du rédacteur en chef. Arthur Dix, avocat Dr. Bruno Marwitz [et un.]. H. Paetel, Berlin 1904.
- La célébration du quatre-vingtième anniversaire du Dr. Friedrich Hammacher à Berlin le 1er mai 1904. Mémoire pour la famille et les amis . Journal national, Berlin 1904.
- Alex Bein, Hans Goldschmidt : Friedrich Hammacher - biographie d'un parlementaire et chef d'entreprise 1824-1904. ES Mittler & Sohn, Berlin 1932.
- H. Müller : Hammacher, Friedrich . Dans : Lexique biographique sur l'histoire allemande . Maison d'édition allemande des sciences, Berlin 1967, pp. 180-1081
- Têtes d’Essen – qui était quoi ? Richard Bracht, Essen 1985,  (ISBN 3-87034-037-1) .
- Eckhard Hansen, Florian Tennstedt (éd.) et. a. : Lexique biographique sur l'histoire de la politique sociale allemande de 1871 à 1945 . Tome 1 : Les hommes politiques sociaux dans l'Empire allemand de 1871 à 1918. Kassel University Press, Kassel 2010,  (ISBN 978-3-86219-038-6), p. 63 f. Mo).
- Erhard Kiehnbaum (éd.) : « Si j’étais devenu millionnaire par hasard, mes sentiments et mes convictions n’en auraient pas souffert… » – Lettres de Friedrich Anneke à Friedrich Hammacher 1846-1859. Friedrich-Engels-Haus, Wuppertal 1998,  (ISBN 3-87707-518-5) . (= Nouvelles de la Maison Engels 11)
- Erhard Kiehnbaum (éd.) : « Reste en bonne santé, mon très cher fils Fritz… » Lettres de Mathilde Franziska Anneke à Friedrich Hammacher, 1846-1849. Argument-Verlag, Berlin 2004,  (ISBN 3-88619-652-6) .
- Stefan Przigoda : Friedrich Hammacher et l'association minière. Dans : Contributions d'Essen - contributions à l'histoire de la ville et du monastère d'Essen. Volume 116, Essen 2004, pp.
- Kurt Unbehau : Les citoyens d'honneur de la ville de Mülheim an der Ruhr . Mülheim an der Ruhr 1974, pp.
- (de) Friedrich Zunkel, « Hammacher, Friedrich Adolf », dans Neue Deutsche Biographie (NDB), vol. 7, Berlin, Duncker & Humblot, 1966, p. 588–589 (original numérisé).
- Erhard Kiehnbaum : "Je l'avoue, le règne de la "démocratie" maudite de ce pays m'attriste...". Lettres de Mathilda Franziska Anneke à Franziska et Friedrich Hammacher 1860-1884. Pour le 200ème Anniversaire . Argument Verlag, Hambourg 2017,  (ISBN 978-3-86754-684-3).